# 12607 Alcaeus
A 12607 Alcaeus (ideiglenes jelöléssel 2058 P-L) a Naprendszer kisbolygóövében található aszteroida. Cornelis Johannes van Houten,  Ingrid van Houten-Groeneveld és Tom Gehrels fedezte fel 1960. szeptember 24-én.